# Декларация Германии об объявлении войны США (1941)
11 декабря 1941 года, через четыре дня после нападения Японии на Перл-Харбор и японского заявления о наличии состояния войны с США и Великобританией, правительство Германии осуществило аналогичный акт по отношению к США, в ответ на «провокации» со стороны американских ВМС в водах Атлантического океана вблизи Британских островов.  США на протяжении первых двух лет продолжающейся уже Второй мировой войны соблюдали нейтралитет. Решение объявить войну США было принято лично Адольфом Гитлером, без каких-либо консультаций с высшими чинами правительства. По сей день это решение остаётся «самым загадочным» в истории страниц Второй мировой войны, и не до конца прояснённым. Официальное заявление о состоянии войны между Германией и Соединёнными Штатами было сделано временному поверенному в делах США в Берлине Леланду Б. Моррису, министром иностранных дел Германии Иоахимом фон Риббентропом в офисе последнего. Чуть позже, в тот же день США объявили войну Германии. Действия Германии устранили всё оставшееся внутри Америки изоляционистское движение по невступлению США во Вторую мировую войну, которая четырьмя сутками ранее превратилась из локальной (европейской) войны в вооружённый конфликт планетарного масштаба.

## Предшествующие события
Отношения между Германией и США ухудшились с самого начала европейской войны, что оказалось неизбежным с учётом растущего сотрудничества и военно-экономической взаимопомощи последней с Британской империей. Соглашение об аренде эсминцев в обмен на военно-морские базы Великобритании, поставки по ленд-лизу, принятие Атлантической хартии, установление американского военного контроля над Исландией (с разрешения Великобритании), расширение Панамериканской зоны безопасности и многие другие договорённости, достигнутые в результате установления особых отношений между двумя странами, создавали напряжённость в отношениях с нацистской Германией, с всё ещё технически нейтральной страной. Американские эсминцы, сопровождающие продовольственные суда, направлявшиеся в Великобританию, уже были вовлечены в де-факто необъявленную войну с немецкими подводными лодками. Желание Рузвельта помочь Черчиллю, несмотря на возражения влиятельного изоляционистского лобби в США и юридические препятствия наложенные Конгрессом, препятствовавшие прямому участию в войне, заставило правительство США решительно выступить против традиционных границ нейтралитета.
7 декабря 1941 года Японская империя совершила нападение на военно-морскую базу США Перл-Харбор на Гавайях, начав тем самым войну против Соединенных Штатов Америки. Официальный Токио, не проинформировал об этом Берлин до осуществления этого нападения, хотя в начале декабря японский посол в беседе с министром иностранных дел Германии Иоахимом фон Риббентропом заявил, что отношения между США и Японской империей достигли критически низкой точки и существует угроза военного разрешения конфликтной ситуации. Японский посол попросил главу МИД Германии также выполнить свои обязательства и объявить войну США в соответствии с условиями Тройственного пакта, если Япония и США окажутся в состоянии войны. Гитлер и Риббентроп призывали Японию атаковать и захватить британский Сингапур, исходя из теории, что это не только нанесёт ущерб Великобритании, но также поможет удержать США от вступления в войну. Ещё 28 ноября 1941 года Риббентроп заверил посла Японии в Германии Хироси Осиме, что Гитлер проведёт соответствующие переговоры с министром иностранных дел Японии Ёсукэ Мацуоку: если Япония вступит в войну с США, Германия также объявит США войну. Когда японцы запросили письменное подтверждение согласия, Гитлер предоставил его вместе с подписью дуче Бенито Муссолини. Данное соглашение, составленное 4 декабря 1941 года, обязывало основные Страны Оси объявить войну США в случае её объявления со стороны Японии, что по существу заменило Трёхсторонний пакт.
Согласно условиям соглашения, Германия обязывалась прийти на помощь Японии, если третья страна нападёт на Японию, но не в том случае — если сама Япония нападёт на третью страну. Риббентроп напомнил об этом фюреру и указал, что объявление войны США увеличит число врагов, с которыми уже сражалась Германия. Но Гитлер, исходя из каких-то своих соображений, не принял во внимание доводы Риббентропа, и почти ни с кем не консультируясь, решил объявить войну США. Возможно, что Гитлер хотел это сделать раньше,[уточнить] чем американский президент Франклин Д. Рузвельт объявит войну Германии. В целом, нацистское лобби недостаточно высоко оценивало военную мощь США при Рузвельте — эту позицию многие впоследствии посчитали серьёзной ошибкой, ставшей предтечей будущего поражения Германии в войне. Возможно, в их глазах США выглядели коррумпированной и декадентской страной с преобладанием евреев, ослабленной многочисленными проблемами с правами человека (в частности, афроамериканцев), иммигрантов и американцев еврейского происхождения.
Гитлер был «чрезвычайно рад» тихоокеанской эскалации конфликта, о чём сообщил министр пропаганды Йозеф Геббельс в день японского нападения. Фюрер полагал, что Японская империя, как одна из трёх крупнейших военно-морских держав мира, не только сможет сдержать американский флот в азиатско-тихоокеанском регионе, но и сумеет одолеть его, тем самым США не смогут вмешаться в европейские события. Вопреки мнению гроссадмирала Эриха Редера, Гитлер изначально был готов «проявить сдержанность» даже после американской оккупации Исландии, но после конфликта с Японией — Италия и Германия оказались обязаны объявить войну США. Фюрер дополнительно настаивал на вступлении Японии в войну против СССР, но официальный Токио отклонил данное предложение, ссылаясь на заключённый в апреле 1941 года советско-японский пакт о нейтралитете, подписание которого стало следствием неудач Японии в серии пограничных конфликтов на территории Маньчжурии.
В ходе битвы за Москву 5 декабря 1941 года Красная армия перешла в контрнаступление по всему фронту под Москвой, проведя при этом ряд успешных фронтовых наступательных операций и отбросила немцев на 150—300 километров от столицы, впервые за шесть месяцев войны нанесла крупнейшее поражение главной группировке гитлеровских войск. Этот, один из самых переломных моментов во Второй мировой войне произошёл в те же декабрьские дни 1941 года.

## Текст документа
Во вторник 9 декабря Адольф Гитлер провел встречу с Йозефом Геббельсом, на которой заявил о своём намерении объявить войну США во время выступления с речью в Рейхстаге и начал готовиться к ней в течение следующих суток. 10 декабря Геббельс закончил подготовку к внеочередному заседанию Рейхстага, хотя Гитлер ещё не начал работать над текстом речи. Удобным временем для немецких радиослушателей было выбрано 15:00 дня, что соответствовало 22:00 вечера в Токио и 08:00 утра в Вашингтоне (округ Колумбия). 10 декабря Риббентроп позвонил немецкому послу в Риме и попросил его связаться с Муссолини, чтобы обеспечить согласование объявления войны Италией с объявлением войны Германией. Между тем велась значительная дипломатическая деятельность по обеспечению внесения поправок в Тройственный пакт, ранее запрошенных правительством Японии. Немцы потребовали, чтобы посол Японии Хироси Осима был уполномочен подписать от имени Токио соглашение об отказе от сепаратного мира, чтобы сэкономить время.
Днём 11 декабря на Вильгельмштрассе были вызваны временный поверенный в делах США Леланд Б. Моррис и переводчик Джордж Ф. Кеннан, где глава германского МИД Риббентроп зачитал им ноту о наличии состояния войны с США.
ГОСПОДИНУ ПОВЕРЕННОМУ В ДЕЛАХ:

Правительство Соединённых Штатов Америки самым вопиющим образом нарушив все правила нейтралитета в пользу противников Германии и постоянно виновно в самых жестоких провокациях в отношении Германии со времени начала европейской войны, спровоцированной британским заявлением об объявлении войны против Германии 3 сентября 1939 года, наконец, прибегнуло к открытым актам военной агрессии.

11 сентября 1941 года президент США публично заявил, что он приказал американским военно-морским силам и военно-воздушным силам стрелять на месте в любое немецкое военное судно. В своей речи от 27 октября 1941 года он ещё раз подтвердил свои слова о том, что этот приказ в силе. Действуя в соответствии с этим приказом, корабли американского флота с начала сентября 1941 года систематически атаковали немецкие военно-морские силы. Таким образом, американские эсминцы, такие как, например, Грир, Керни и Рувим Джеймс, открыли огонь по немецким подводным лодкам согласно полученным разведданным. Командующий американского флота господин Нокс подтвердил, что американские эсминцы атаковали немецкие подводные лодки.

Кроме того, военно-морские силы США по распоряжению своего правительства, вопреки международному праву, рассматривали и захватывали немецкие торговые суда в открытом море как вражеские корабли.

Поэтому правительство Германии устанавливает следующие факты:

Хотя Германия со своей стороны строго придерживалась норм международного права в своих отношениях с США в течение каждого периода нынешней войны, правительство США от первоначальных нарушений нейтралитета наконец перешло к открытой военной агрессии против Германии. Тем самым правительство США фактически создало состояние войны.

В связи с этим правительство Германии прекращает дипломатические отношения с Соединенными Штатами Америки и заявляет, что в этих обстоятельствах, созданных президентом Рузвельтом, Германия также с сегодняшнего дня считает, что находится в состоянии войны с Соединенными Штатами Америки.

Примите, господин временный поверенный в делах, выражение моего высокого уважения.

11 декабря 1941 года, Иохим фон Риббентроп.
Со слов дипломата Джорджа Ф. Кеннана, работавшего в паре с Моррисом, после прочтения ноты Риббентроп выкрикнул: «Ваш президент хотел этой войны! Теперь она у него есть!» (нем. «Ihr Präsident hat diesen Krieg gewollt! jetzt hat er ihn!»), после чего развернулся и удалился из комнаты.
Тот же текст был отправлен временному поверенному в делах Германии в Вашингтоне Гансу Томсену, с указанием передать его государственному секретарю США Корделлу Халлу, в 15:30 по центральноевропейскому времени (соответствует 08:30 по североамериканскому восточному времени). Однако по прибытии Халл отказался принять немецкую делегацию, лишь в 09:30 утра Томсен смог передать через Рэя Атертона (главу Отдела государственного департамента по европейским делам) свою записку с текстами заявлений о наличии состояния войны и отзыве верительных грамот. В тот же день Томсен покинул США.
Тем временем Бенито Муссолини решил опередить Гитлера и выступить с заявлением об объявлении войны в 14:45 по центральноевропейскому времени, выступая с балкона дворца Палаццо в Венеции; в тот день на площади перед дворцом собралось около 100 тысяч человек, чтобы послушать его речь, длившуюся всего четыре минуты.
В 15:00 по центральноевропейскому времени Адольф Гитлер обратился к 855 депутатам Рейхстага, собравшимся в зале оперного театра Кролла, с речью продолжительностью 88 минут, в которой он перечислил немецкие успехи на текущий момент, но не упомянул провал стратегии блицкрига против СССР. Вторая часть выступления была посвящена нападкам со стороны Рузвельта. В своей речи Гитлер назвал президента США «сумасшедшим», а также «подражателем англосаксонского еврейско-капиталистического мира», на основании чего сделал вывод о том, что «за 2000 лет немецкой истории, известные ей, германский народ никогда не был более сплоченным, чем прежде». В тот же день послы Германии в столицах других стран, подписавших Тройственный пакт (Венгрия, Румыния, Болгария, Хорватия и Словакия), были проинструктированы, чтобы добиваться объявления войны Соединённым Штатам со стороны правительств этих государств.
Утром 11 декабря президент Рузвельт написал короткую записку Конгрессу с просьбой объявить войну Германии, а также Италии; в полдень предложение было принято без возражений, хотя некоторые воздержались. Вице-президент Генри Уоллес прибыл в Белый дом с декларацией объявления войны, подписанной Рузвельтом, в 15:05 по североамериканскому восточному времени.